# Staceyann Chin - a poetry slammer
|  | Denne artikel er oprettet af botten PalnaBot ud fra en ekstern database. Den kan derfor have sproglige fejl eller mangler. Denne skabelon kan fjernes efter kontrol af indholdet. |

Staceyann Chin - en poetry slammer er en portrætfilm fra 2001 instrueret af Ulrik Wivel.

## Handling
'Poetry slam' er lyrikoplæsning som tilskuersport. På tre minutter skal digteren fra scenen fange publikum med sin tekst og score så mange point som muligt hos dommerne. Genren opstod i Chicago i midten af 80'erne og har siden stimuleret interessen for lyrik verden over. En af stjernerne i USA er Staceyann Chin, født i Jamaica og bosat i New York. I filmen ses hun i hæsblæsende performance og i mere private situationer, hvor hun fortæller om smerten ved som barn at være blevet afvist af sine forældre. I Poetry Slam har Staceyann Chin fundet et forum, hvor hun kan få afløb for sine frustrationer. Og hvor hun ansigt til ansigt med et lydhørt publikum kan kommentere sin søgen efter et nyt ståsted i livet.